# Vršovice (Morávia-Silésia)
Vršovice é uma comuna checa localizada na região de Morávia-Silésia, distrito de Opava.